# Diário de Notícias (Portugal)
O Diário de Notícias (DN) é um jornal diário português, sediado em Lisboa. Na sua longa história, iniciada no período da Regeneração, o Diário de Notícias noticiou a queda da Monarquia e a implantação da República, a Grande Guerra, o golpe militar de 28 de Maio de 1926 e o advento do Estado Novo, a Segunda Guerra Mundial, a Revolução de 25 de Abril de 1974 e a conturbada transição democrática, e a adesão de Portugal à Comunidade Económica Europeia e à União Europeia. Tendo conhecido três séculos diferentes, o jornal seguiu, nas suas diversas fases, políticas editoriais e gestões muito diversificadas, e conheceu vários proprietários, incluindo empresas públicas e privadas. Atualmente, pertence à Global Media Group.
A direção do Diário de Notícias é composta por Filipe Alves (diretor), Leonídio Paulo Ferreira, Nuno Vinha e Valentina Marcelino (diretores-adjuntos).

## História

### Fundação

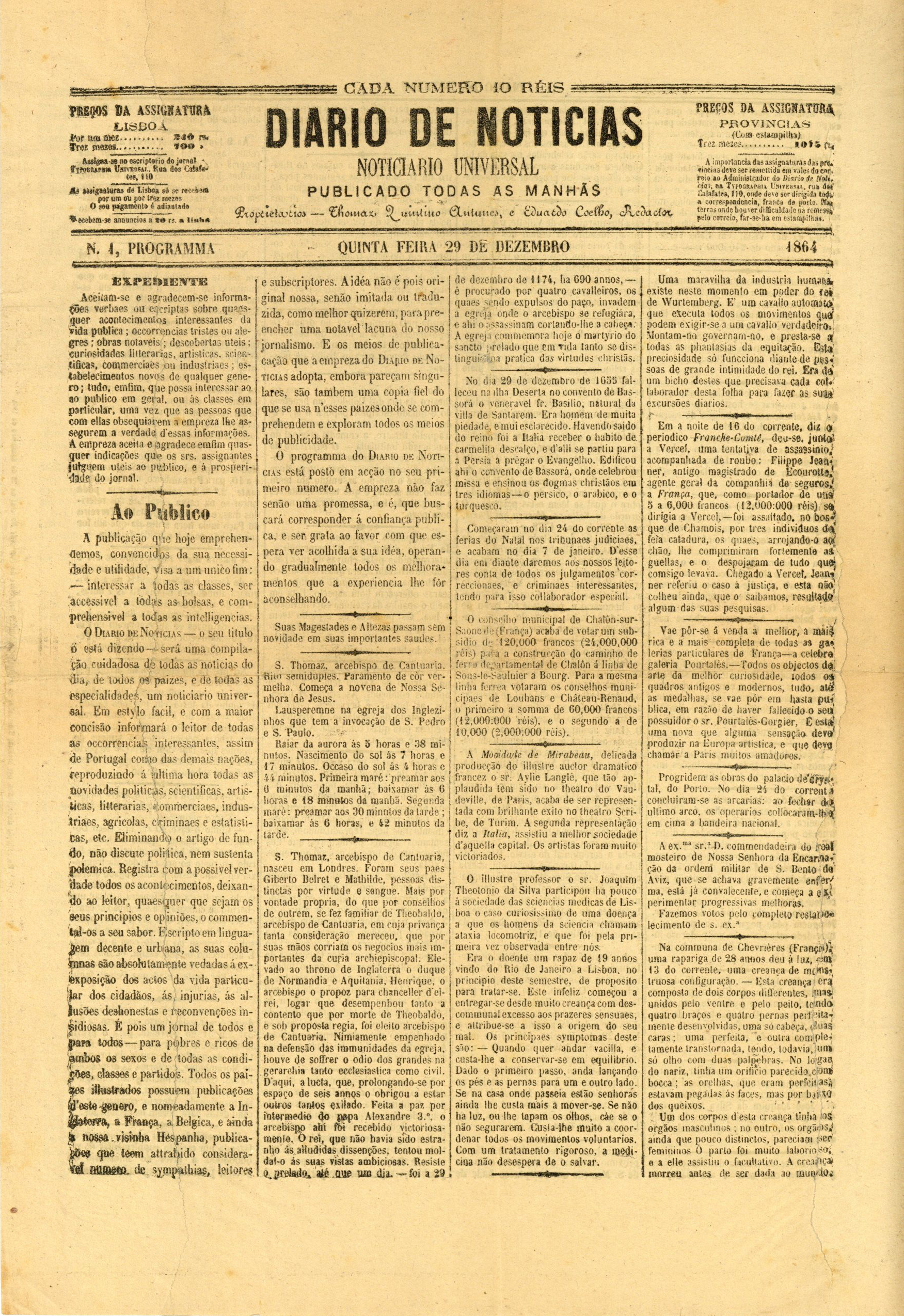
Primeiro número do Diário de Notícias (29 de Dezembro de 1864).

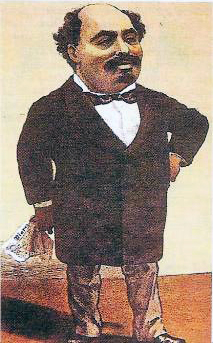
Caricatura de Eduardo Coelho, por Rafael Bordalo Pinheiro.

Fundado em 1864, pelo jornalista e escritor Eduardo Coelho e pelo industrial tipográfico Tomás Quintino Antunes, 1.º Conde de São Marçal. O nº1 foi publicado em 1865. Em 29 e 30 de Dezembro de 1864 já se tinham publicado dois números-programa.
As primeiras três décadas de vida do DN foram marcadas pela direcção de Eduardo Coelho, que seguiu uma estratégia de implementação e consolidação do jornal praticando um jornalismo moderno, informativo e independente. Eduardo Coelho introduziu dois novos géneros jornalísticos: o editorial e a grande reportagem. Após a morte de Eduardo Coelho, a direcção do jornal e da empresa viria a ser assumida pelo seu genro, o advogado e jornalista Alfredo da Cunha, que passou a encabeçar o grupo dos proprietários - a família Coelho, herdeira também do sócio capitalista Tomás Quintino Antunes, que não deixou descendentes. Alfredo da Cunha procurou impulsionar o jornal, renovando o seu aspecto gráfico e captando colaboradores de qualidade, como os escritores Ramalho Ortigão, Eça de Queirós e Pinheiro Chagas. Em 1907, durante o governo de João Franco, foi criado um gabinete de exame censório, sendo Alfredo da Cunha alvo de um processo por alegadas ofensas aos poderes públicos.

### Primeira direção de Augusto de Castro
Após o escândalo familiar que envolveu, em fins de 1918, Alfredo da Cunha e a sua mulher Maria Adelaide Coelho da Cunha, primogénita do fundador Eduardo Coelho, o Diário de Notícias foi vendido pela família em 1919 à empresa moageira Companhia Industrial de Portugal e Colónias, passando a constituir uma sociedade anónima (Empresa do Diário de Notícias). Assumiu então a direcção do jornal o advogado, jornalista e ex-político da Monarquia Augusto de Castro, que fora intermediário do negócio e era amigo pessoal de Alfredo da Cunha. Sob a direcção de Augusto de Castro, o Diário de Notícias passou a defender abertamente os interesses da companhia proprietária e abriu-se aos sectores políticos, económicos e militares que sete anos depois, em 1926, iriam instaurar a Ditadura Nacional.
Em 1924 vendiam-se 100 000 exemplares por dia. os concursos das Terras de Portugal constituíram um enorme êxito.

### Direção de Eduardo Schwalbach
Em 22 de Junho de 1924, sendo Teixeira Gomes Presidente da República e Álvaro de Castro Presidente do Ministério, Eduardo Schwalbach substituiu Augusto de Castro, que foi como embaixador para Londres. Em 1928 a Empresa do Diário de Notícias foi convertida na Empresa Nacional de Publicidade - ENP, controlada pela Companhia Industrial de Portugal e Colónias e pela Caixa Geral de Depósitos. No mesmo ano tinha sido lançado, sob a direcção de José Leitão de Barros, o semanário O Notícias Ilustrado (subtitulado "Edição semanal do Diário de Notícias"), o primeiro periódico a ser impresso em rotogravura em Portugal, que se publicaria até 1935. Nesse período ficaram também célebres as grandes entrevistas de António Ferro com Gabriele d'Annunzio, Mussolini, Primo de Rivera, Salazar e outros estadistas e personalidades europeias. As entrevistas com Salazar, publicadas em sete capítulos pelo Diário de Notícias entre 18 e 24 de Dezembro de 1932, ficaram célebres, contribuindo eficazmente para que o austero "Mago das Finanças" consolidasse uma nova imagem junto do público. As entrevistas foram de imediato reunidas num volume prefaciado por Salazar e editado pela ENP, que depois foi traduzido para francês, inglês, espanhol e italiano.

### Era Augusto de Castro
Augusto de Castro, que tinha saído da direcção do jornal em 1924, reassumiu-a em 1939 - lugar em que se manteve até 1971 (com excepção do período de 1945-1947, em que foi embaixador de Portugal em Paris), abarcando assim os períodos da Segunda Guerra Mundial e do pós-guerra até à morte de Salazar e primeiros anos do marcelismo. Em 1940, Augusto de Castro, perfeitamente sintonizado com o regime de Salazar, foi o comissário-geral da Exposição do Mundo Português, apoteose propagandística do Estado Novo. No mesmo ano foram inauguradas as novas instalações do jornal, que saiu da Rua do Diário de Notícias, no Bairro Alto, para a actual sede, na Avenida da Liberdade, um edifício de linhas modernas do Arquitecto Pardal Monteiro e decorado com painéis de Almada Negreiros. Foi a primeira obra arquitectónica a ser projectada de raiz para um jornal em Portugal e ganhou o Prémio Valmor (1940). Esta prosperidade tinha contudo um preço em matéria de independência jornalística e política: sob a dupla influência da direcção de Augusto de Castro e do regime de censura prévia imposto a toda a imprensa a partir de 1926, o Diário de Notícias seguiu sempre uma linha de subserviência ao regime, sendo mesmo considerado, entre os diários portugueses de maior tiragem, o que mais fielmente reflectia as orientações governamentais. A 12 de Janeiro de 1965 foi feito membro-honorário da Ordem de Benemerência. A chegada de Marcelo Caetano ao poder, em 1968, não alterou significativamente nem a orientação política do jornal, dirigido por Fernando Fragoso (1971-1974), nem o rigor da censura, a qual só seria desmantelada após o 25 de Abril de 1974.

### Anos quentes
Na sequência da revolução, em Junho de 1974, José Ribeiro dos Santos, próximo do Partido Socialista, assumiria a direcção do Diário de Notícias. Suceder-lhe-ia, na Primavera de 1975, na sequência de agitados plenários de trabalhadores do jornal, a dupla composta por Luís de Barros, como director, e o futuro Prémio Nobel da Literatura, José Saramago, como director-adjunto. Segundo o testemunho do jornalista Mário Zambujal, "a verdade é que apesar de ser o Luís de Barros o director, era o Saramago que mandava". O nome de Saramago ficou ligado à suspensão de 24 jornalistas por motivos políticos, na sequência de um Conselho Geral de Trabalhadores convocado pelo director-adjunto para deliberar sobre um protesto assinado por 30 jornalistas que discordavam da orientação do jornal. A orientação ideológica do jornal era então definida nestes termos por Saramago: "Este jornal não se pode, de futuro, limitar a ser uma folha de registos de ocorrências mas há-de tornar-se no veículo das informações que o povo precisa". Os acontecimentos político-militares de 25 de Novembro de 1975 puseram um termo a esta orientação, próxima do Partido Comunista Português. O Diário de Notícias foi suspenso e a sua direcção afastada, reabrindo um mês depois, com os jornalistas Vítor Cunha Rego como director e Mário Mesquita como adjunto.

### Empresa pública
O jornal, que tinha sido nacionalizado após a revolução, só regressaria à posse de privados em 1991. Propriedade do Estado, o jornal afirmou nesses anos a sua filosofia de serviço público, garantindo o pluralismo das opiniões e uma relativa independência face aos poderes políticos. Em 1976, a Empresa Nacional de Publicidade aliou-se à Sociedade Gráfica de A Capital, dando origem à Empresa Pública Notícias Capital - EPNC. O socialista João Gomes substituiu então Cunha Rego na direcção do jornal. Em 1978, Mário Mesquita assumiu a direcção do Diário de Notícias. Profissionais experientes e jovens jornalistas integraram a redacção do jornal, entre os quais Dinis de Abreu, Mário Bettencourt Resendes, Helena Marques e Antónia de Sousa. Ideias e métodos novos refrescaram um jornal envelhecido e protocolar.

### Reprivatização
Em 1991, sob o governo de Cavaco Silva e no quadro da sua política de liberalização da comunicação social, deu-se a reprivatização da EPNC, a empresa pública a que pertencia o Diário de Notícias. Os títulos do grupo foram adquiridos por cerca de 42 milhões de euros pelo consórcio da Lusomundo, liderado pelo tenente-coronel Luís Silva, que também adquiriu na mesma altura o Jornal de Notícias do Porto. Em 2005, enfim, o Grupo Controlinveste adquiriu a Lusomundo Serviços, que entretanto havia sido comprada pela PT Multimédia do grupo Portugal Telecom em 2000.

### Grupo BEL
Em setembro de 2020, a Global Media Group chegou a acordo com o Grupo BEL, do empresário Marco Galinha, para a sua entrada como acionista da empresa. O Grupo Bel foi fundado em 2001 por Marco Galinha e tem atividades em vários setores, entre os quais o setor de máquinas de venda automática e o setor da aeronáutica, e entrou nos media em 2018, através do Jornal Económico. O empresário, natural de Rio Maior, é presidente executivo e presidente do conselho de administração do Grupo BEL, que fundou em 2001. Em fevereiro de 2021, Marco Galinha foi eleito presidente do Conselho de Administração da Global Media Group.
No final de 2023, o Grupo BEL vendeu a maioria do capital da sociedade participada Páginas Civilizadas, Lda., detentora de uma posição maioritária na Global Notícias – Media Group, S.A.. Com essa operação, a gestão do Global Media Group (GMG) passou a ser assegurada por uma nova administração executiva, cessando Marco Galinha, fundador e CEO do Grupo BEL, as funções de Presidente da Comissão Executiva do GMG.

## Reestruturações
Em novembro de 2016, a redação do jornal mudou-se da Avenida da Liberdade para as Torres de Lisboa. Em 2019, o BCP e o Novo Banco venderam as participações na Global Media como parte da reestruturação corrente do grupo que detém o Diário de Notícias. Em resposta aos prespetivados despedimentos coletivos na redação do jornal, o diretor Ferreira Fernandes e a diretora executiva Catarina Carvalho demitiram-se em abril de 2020. Leonídio Paulo Ferreira, até então sub-diretor do Diário de Notícias, assumiu a direção de forma interina.
Em resposta a uma continuada quebra nas vendas da edição impressa, o Diário de Notícias passou a ser publicado em papel apenas uma vez por semana, aos domingos, a partir de 17 de junho de 2018. A edição semanal passou a sair aos sábados no ano seguinte, sendo acompanhada por jornais diários online, exclusivos para assinantes.
Com a entrada da atual direção, a 9 de novembro de 2020, é assumida a decisão de regressar à edição impressa diária, mantendo-se os canais digitais existentes, desde o site oficial do jornal à versão eletrónica da edição impressa, o epaper, passando pelas redes sociais.
A primeira edição deste regresso do Diário de Notícias às bancas diariamente dá-se a 29 de dezembro desse ano, data simbolicamente escolhida por ser o dia de aniversário do jornal.
Entretanto, no digital, a presença é reforçada, com a criação de um novo canal de vídeos e, já em 2021, o lançamento dos Podcasts DN.

## Personalidades
Foram muitos e importantes os intelectuais que contribuíram para a história do Diário de Notícias. Escritores de renome colaboraram no DN no século XIX, como os acima referidos Ramalho Ortigão, Eça de Queirós e Pinheiro Chagas, além do poeta Cesário Verde, que se estreou com poesias publicadas neste jornal em 1873. Também Joaquim de Seabra Pessoa, pai de Fernando Pessoa, foi colaborador do jornal, destacando-se as suas críticas musicais.
Nomes relevantes nas letras e também na história do DN foram os diretores Alfredo da Cunha, Augusto de Castro e Eduardo Schwalbach, bem como o repórter internacional António Ferro, celebrizado pelas suas entrevistas com numerosas celebridades europeias dos anos 20 e 30. Mais tarde, José Saramago foi diretor-adjunto durante o Verão Quente de 1975.
Alfredo de Mesquita, Eduardo de Noronha, Rocha Martins, João Ameal, os artistas Stuart Carvalhais e Alfredo Roque Gameiro, Fernanda de Castro, o crítico João Gaspar Simões, Herberto Helder, Luís Pacheco, José António Saraiva, Maria Teresa Horta, Maria Alberta Menéres, Alice Vieira, Vasco Pulido Valente, Mário de Carvalho foram outros colaboradores, em diferentes épocas.

## Galeria do Diário de Notícias
Em 1957 o Diário de Notícias abriu, em articulação com a sua livraria, uma sala de exposições no Chiado, Lisboa. Até 1964 sob a direção de Faria de Carvalho, a Galeria do Diário de Notícias ajudou ao longo desses anos a mitigar a escassez de espaços expositivos na cidade de Lisboa realizando exposições de relevo. Segundo José Augusto França, este foi o "período de mais acertada atividade" da galeria, que seria depois reorientada.
Entre muitos outros, expuseram na Galeria do Diário de Notícias: Eurico Gonçalves (1958); Carlos Botelho (1958); João Vieira (1959); Francisco Relógio (1960); Manuel Baptista (1961); Júlio Pomar (1962 e 1963); Alice Jorge (1963); Rocha de Sousa (1967); José Maria Roumier (1983), etc.[carece de fontes?]

## Secções, cadernos e suplementos
- Secções:
  - Em Foco
  - Sociedade
  - Política
  - Opinião
  - Internacional
  - Desporto
  - Local
  - Viver
  - Media
  - Especial
  - Iniciativas

- Cadernos:
  - Caderno 1.º Caderno (ou simplesmente Diário de Notícias ou DN).

- Suplementos periódicos:
  - Suplemento Evasões (semanal, à sexta-feira);
  - Suplemento Dinheiro Vivo (semanal, ao sábado);
  - Suplemento Notícias Magazine ou NM (semanal, ao domingo);

- Cadernos e Suplementos que já não existem (atualmente):
  - Caderno DN Negócios (que mudou de nome para DN Bolsa e tornou-se suplemento);
  - Suplemento DNA;
  - Suplemento 6ª;
  - Suplemento DN Televisão (semanal, à Sexta-Feira).
  - Suplemento Notícias Sábado ou NS (semanal, ao Sábado);
  - Suplemento DN Bolsa (semanal, à Sexta-Feira);
  - Suplemento DN Gente (semanal, ao Sábado);
  - Suplemento DN Jovem (semanal, à Terça-Feira);

## Online
A Favourite Website Awards (FWA), um dos mais importantes galardões na Internet atribuído a projectos tecnológicos state of the art inspiradores e capazes de abrir novas perspectivas a gerações futuras, conferiu, a 18 de Junho de 2011, o prémio de «FWA Mobile Of The Day (MOTD) Award» ao DN Mobile e o DN para iPhone/iPod e iPad.
O jornal Meios e Publicidade atribuiu, a 20 de Abril de 2010, à edição online DN.pt o prémio de melhor site de informação em projecto de design, levado a cabo pela "This is Pacifica", pela qualidade estética aliada ao interface que deixa transparecer novas funcionalidades e meios que potenciam a notícia e a sua percepção.

## Tiragem
O Diário de Notícias teve umas vendas de:
- 190,000 nos 1930, o seu máximo como jornal de propaganda do Estado Novo (120,000 em Portugal e 70,000 nas colónias), sendo o sétimo periódico e o terceiro jornal diário do país[30]
- 63,000 em 1995–1996, pouco menor que nos 1880s
- 44,055 em 2002.[31]
- 54,000 em 2003[32]
- 45,015 em 2004.[31]
- 37,992 em 2005
- 37,904 em 2006
- 37,759 em 2007.[31]
- 33,626 em 2008.[33]
- 34,119 em 2011[34]
- 29,054 copies in 2012.[35]
- menos de 19,000 em 2017, com a mudança ao jornalismo de tabloide apoiado na publicidade e no grupo mediático angolano para manter-se aberto